# Stazione di Spinetoli Villa San Pio X
Stazione di Spinetoli Villa San Pio X vasútállomás Olaszországban, Marche régióban, Spinetoli településen.

## Vasútvonalak
Az állomást az alábbi vasútvonalak érintik:
- Ascoli Piceno–San Benedetto del Tronto-vasútvonal

## Kapcsolódó állomások
A vasútállomáshoz az alábbi állomások vannak a legközelebb: 
- Stazione di Monsampolo del Tronto
- Stazione di Spinetoli-Colli